# Њутаун (Индијана)
Њутаун (енгл. Newtown) град је у америчкој савезној држави Индијана.

## Демографија
По попису из 2010. године број становника је 256, што је 94 (58,0%) становника више него 2000. године.
| Група             | 2000.       | 2010.       |
| Белци             | 150 (92,6%) | 240 (93,8%) |
| Афроамериканци    | 0 (0,0%)    | 5 (2,0%)    |
| Азијати           | 0 (0,0%)    | 0 (0,0%)    |
| Хиспаноамериканци | 5 (3,1%)    | 4 (1,6%)    |
| Укупно            | 162         | 256         |